# Condado de Jackson (Oklahoma)
El condado de Jackson (en inglés: Jackson County), fundado en 1907, es un condado del estado estadounidense de Oklahoma. En el año 2000 tenía una población de 28.439 habitantes con una densidad de población de 14 personas por km². La sede del condado es Altus.

## Geografía
Según la oficina del censo el condado tiene una superficie total de 2083 km² (804,2 mi²), de los que 2079 km² (802,7 mi²) son tierra y 4 km² (1,5 mi²) (0,18%) son agua.

### Condados adyacentes
- Condado de Greer - norte
- Condado de Kiowa - noreste
- Condado de Tillman - este
- Condado de Wilbarger - sur
- Condado de Hardeman - suroeste
- Condado de Harmon - oeste

### Principales carreteras y autopistas
- U.S. Autopista 62
- U.S. Autopista 283
- Autopista estatal 5
- Autopista estatal 6
- Autopista estatal 34

## Demografía
Según el censo del 2000 la renta per cápita media de los habitantes del condado era de 30.737 dólares y el ingreso medio de una familia era de 38.265 dólares. En el año 2000 los hombres tenían unos ingresos anuales 28.240 dólares frente a los 19.215 dólares que percibían las mujeres. El ingreso por habitante era de 15.454 dólares y alrededor de un 16,20% de la población estaba bajo el umbral de pobreza nacional.

## Ciudades y pueblos
- Altus
- Blair
- East Duke
- Eldorado
- Elmer
- Friendship
- Headrick
- Martha
- Olustee